# 鳥獸戲畫

鳥獸人物戲畫（甲卷，部分放大）

鳥獸人物戲畫（日语：鳥獣人物戯画、ちょうじゅうじんぶつぎが），或簡稱為鳥獸戲畫，是京都高山寺代代相傳的繪卷，共有甲乙丙丁四卷。日本文化財保護法指定的國寶。其內容反映當時的社會，將動物、人物以諷刺畫的形式描畫，是日本戲畫（諷刺畫）的集大成之作。特別是其中的甲卷，將兔子、青蛙、猴子以擬人化的方式描畫，是其中最有名的一卷。因為其中部分的手法，與現代的日本漫畫手法有相似之處，鳥獸戲畫也常被稱為日本最古老的漫畫 。
因為甲乙丙丁各卷並沒有明確的關聯，且筆觸、畫風也有所不同，通說認為是在12世紀到13世紀（平安時代末期至鎌倉時代初期），由複數的畫家，作為不同的作品而分別製作而成的。直到這些作品流傳到高山寺，才被彙整為現代所見的鳥獸戲畫。另有一說認為作者之一是戲畫名家鳥羽僧正覚猷，但並沒有確實的證據。
目前甲、丙兩卷寄於東京國立博物館，乙、丁兩卷則由京都國立博物館保管。

## 各卷內容
現存各卷並沒有題辭留存下來。

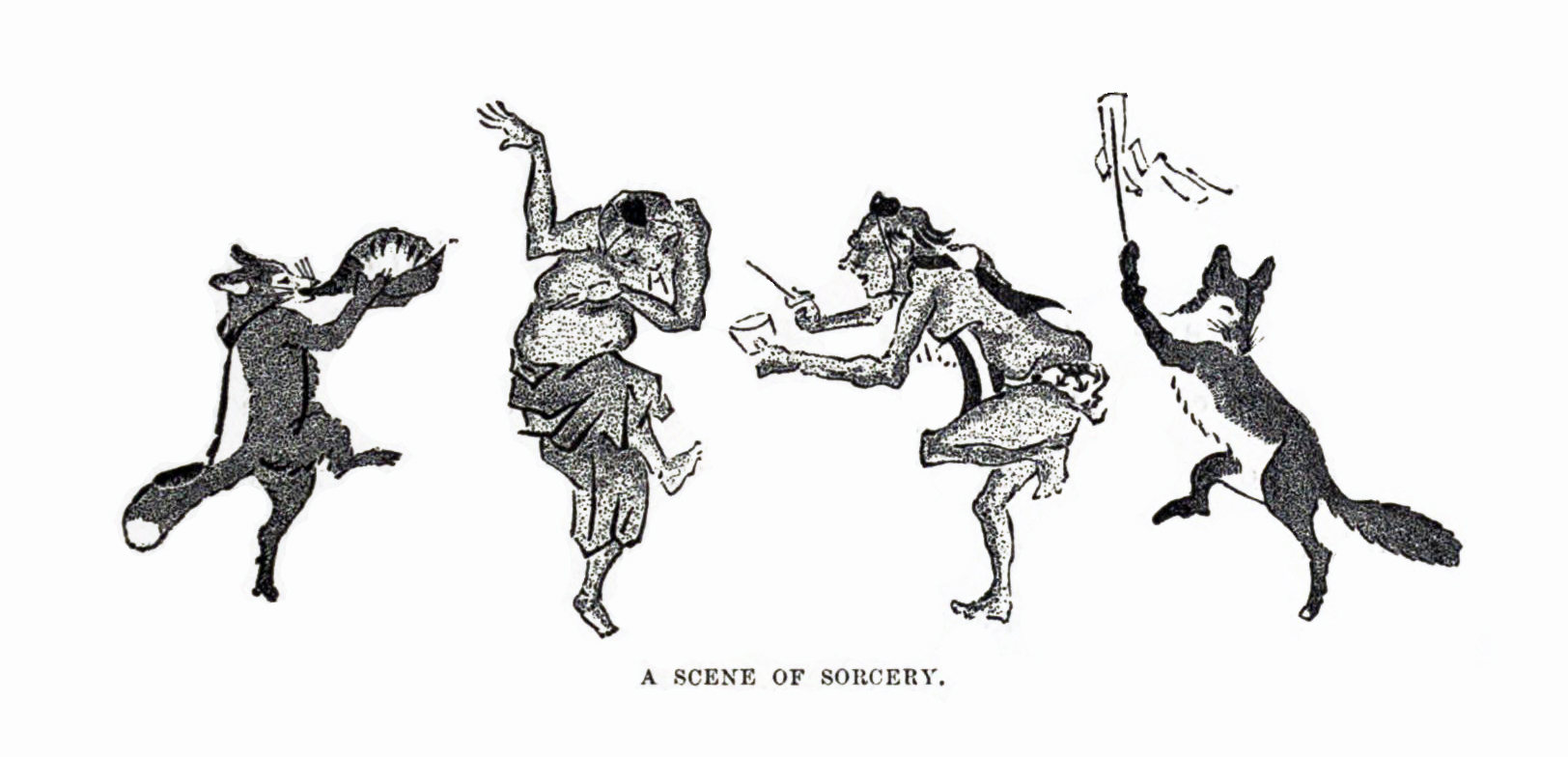
擬人化的狐狸（甲卷）

由於鳥獸戲畫已經流傳了約八百年的時間，且原本就是複數作品的集合，因此經歷了多次的重新排列以及脫落，現在的樣貌已經和當時有很大的不同。此外，也有可能曾是鳥獸戲畫一部份的「斷簡」存在。

### 甲巻
描繪了各式各樣的動物進行相撲、射箭、玩水、喧嘩及法事的場景。從圖畫的背景描繪了萩等植物來看，是秋天的場景。從斷簡或摹本來看，甲卷被認為原本是一幅有兩卷以上的獨立繪卷，其中至少有一卷是描繪因為蛇從草叢中出現，遊戲中斷的場景。現在的甲卷，由於在流傳的過程中遭受了火災，可以看到部分的燒損。此外，也有部分後世的加筆，這些加筆被認為是為了填補部分繪卷遺失的不自然而被加上的。

### 乙巻
除了馬、牛、鷹、犬、雞、豹、山羊、虎、象等真實的動物之外，也描繪了麒麟、龍、獏等想像的動物的生態，有著動物圖鑑的性質。也有可能是畫家在畫其他的畫之前所使用的粉本（草稿）。

### 丙巻
前半段的10張圖描繪了人們進行遊戲的場景，而後半段的10張則是動物們進行遊戲的場景。丙卷後半部被認為是以甲卷為藍本而畫出的。因為丙卷前半段和後半段的筆觸有些不同，原本被認為是將兩幅不同的繪卷合成為一卷，但在京都國立博物館進行修復的過程中，發現其實是將原本一面畫人物、另一面畫動物的一張和紙剖開成兩半而合為一卷。將第19張「步行的青蛙」上的墨跡和第2張「玩雙六的人」疊合時，發現第19張圖上的墨跡和第2張圖上的人的烏帽子的位置吻合。此外第1張圖和第20張圖、第3張圖和第18張圖也有類似的發現。因此，專家推斷是在江戶時代時，為了鑑賞方便的理由，而將正反兩面分別畫有人物畫和動物畫的繪卷分成兩半。

### 丁巻
描繪了人們進行遊戲的場景。除此之外，還有法會及宮中行事的描寫。其線條奔放，和其他卷的筆觸有相當的不同。

## 部分放大圖

入浴的動物（甲卷）
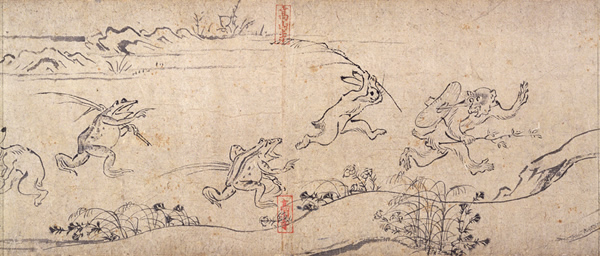
追逐小偷猴子的兔子和青蛙（甲卷）
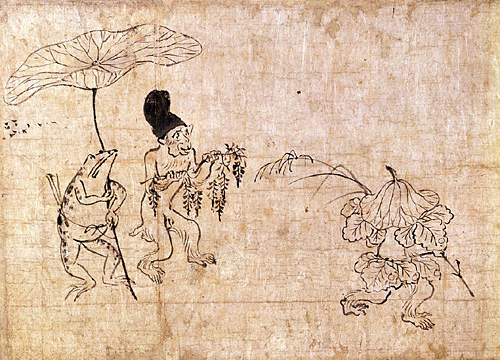
用葉子當傘的青蛙（甲卷）
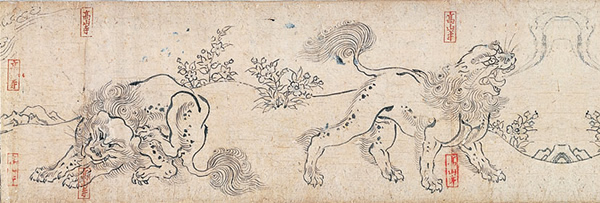
咆哮和抓癢的獅子（乙卷）
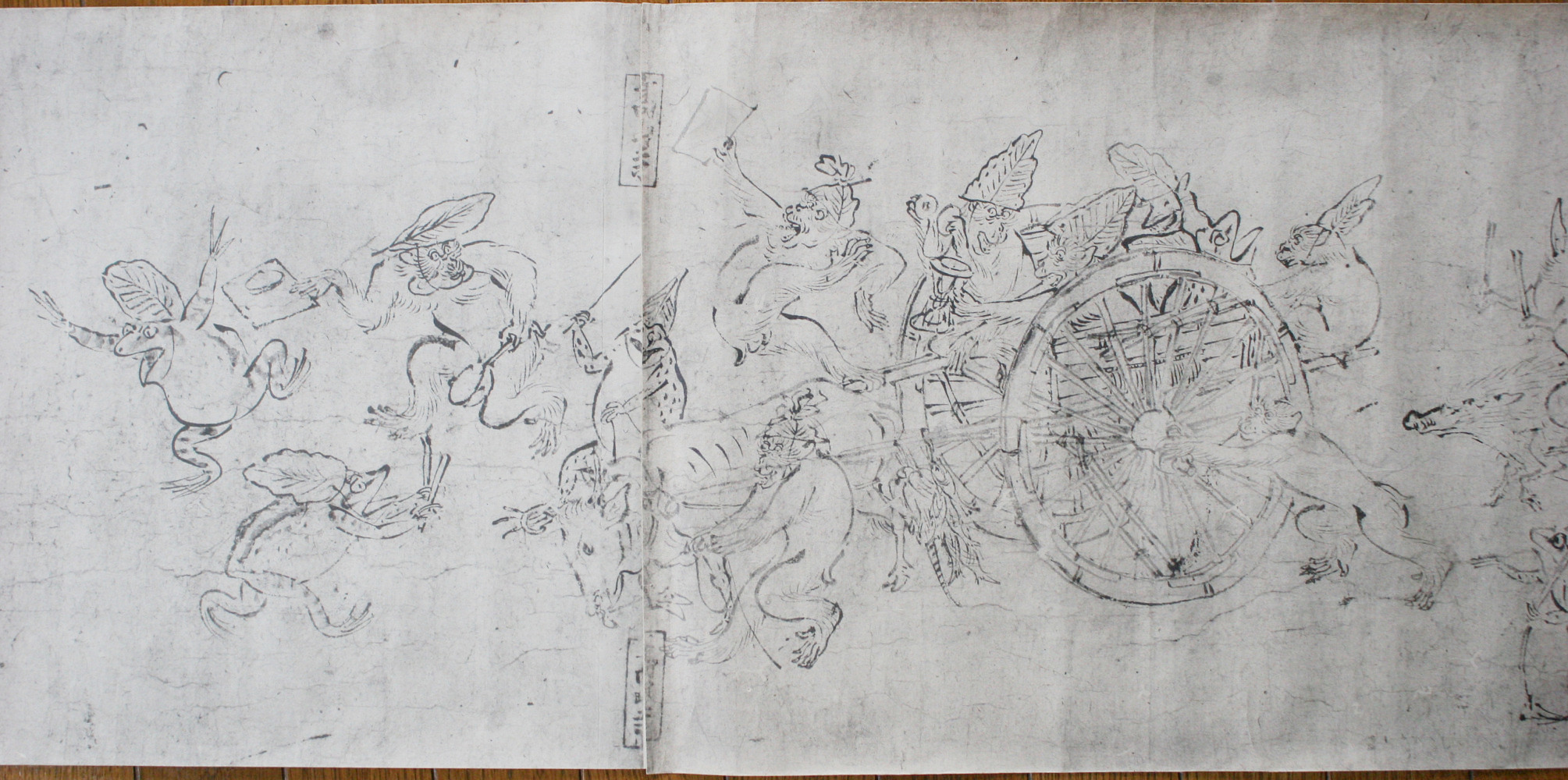
丙卷後半
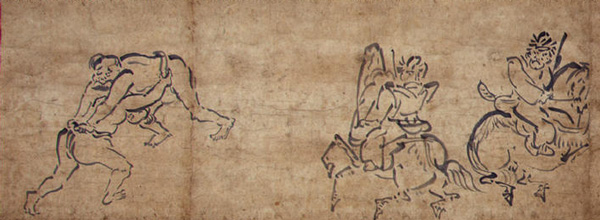
從事相撲的男子和旁觀者（丁卷）

## 註解
1. ↑  . 新华网. （原始内容存档于2011-02-20）.
2. ↑  鳥獣戯画、元は表裏に絵 江戸時代に分離？[永久]，京都新聞，2011年2月15日
3. ↑  鳥獣人物戯画のもとは表裏一体、絵はがして巻物仕立てに[永久]，讀賣新聞，2011年2月16日

## 外部連結
- 鳥獸戲畫甲卷全覽 （页面存档备份，存于）
- 鳥獸戲畫丁卷 （页面存档备份，存于）